# Kristian Reeves
Kristian Reeves es un deportista británico que compite en piragüismo en la modalidad de aguas tranquilas. Ganó una medalla de bronce en el Campeonato Mundial de Piragüismo de 2014, en la prueba de K1 4 × 200 m.

## Palmarés internacional
| Campeonato Mundial | Campeonato Mundial | Campeonato Mundial | Campeonato Mundial |
| Año                | Lugar              | Medalla            | Competición        |
| ------------------ | ------------------ | ------------------ | ------------------ |
| 2014               | Moscú (Rusia)      | Medalla de bronce  | K1 4 × 200 m       |